# Pompeu Bezerra Bessa
Dom Pompeu Bezerra Bessa (Fazenda Lagoa do Meio, Alto Santo, 18 de novembro de 1923 - Limoeiro do Norte, 23 de julho de 2000) foi um bispo católico brasileiro. Foi o terceiro bispo da diocese de Limoeiro do Norte.

## Biografia
Era filho de Possidônio Pompeu Bessa e Elvira Bezerra Bessa, portanto era neto de Pompeu Ribeiro Bessa, um dos sobrinhos do político e religioso Francisco Ribeiro Bessa.
Estudou no Colégio São Francisco dos frades franciscanos (1937-1940), em Canindé, Ceará. Ingressou no Seminário Arquidiocesano de Fortaleza em 1941, tendo se ordenado padre em 11 de dezembro de 1949.
Sua atividade sacerdotal foi sempre exercida na Diocese de Limoeiro do Norte. Começou como vigário de Jaguaretama, antigo Riacho de Sangue, por um ano, e depois em Jaguaribe, por 13 anos. Foi reitor do Seminário Menor Cura D´Ars em Limoeiro de 1964 a 1967. Em 1965, foi agraciado pelo Papa Paulo VI com o título de Monsenhor e assumiu como substituto do Bispo diocesano. De 1967 a 1971, foi Vigário Geral da diocese, eleito pelo clero. De 1972 a 1972, foi Vigário Capitular na vacância do Bispado em razão da promoção de D. José Freire Falcão a Arcebispo de Teresina, no Piauí.
Em 1971 e 1972, cursou Teologia Pastoral em Quito, no Equador. Em 25/01/1973 foi designado (sagração em 10.05) Bispo de Limoeiro do Norte – o terceiro da diocese, cargo que desempenhou por vinte anos com profícua atividade em um período de transição na Igreja Católica marcado pelas mudanças impostas pelas decisões do Concílio Vaticano II.
Em 1979, o bispo D. Pompeu assumiu a direção do Hospital São Raimundo em Limoeiro do Norte. Convocou a sociedade limoeirense para expor a difícil situação financeira do hospital. Fez uma explanação e, como nenhuma solução foi apresentada, ele resolveu seguir o conselho do Bispo de Itapipoca para fazer sua doação à Sociedade Beneficente São Camilo (SBSC). Assim, em 1980, foi iniciada a transferência e, em janeiro de 1981, o Bispo passou oficialmente a administração para a SBSC.
Também dedicou-se ao estudo da história local e da genealogia das famílias Ribeiro Bessa, Holanda Cavalcanti, Bezerra e Costa Barros. Parte dessas anotações foi publicada em 1998, sob o título A Antiga Freguesia de Limoeiro do Norte. Também Lauro de Oliveira Lima, em seu livro Na Ribeira do Rio das Onças, de 1996, apresenta dados da pesquisa de Dom Pompeu.
Depois de um acidente vascular cerebral que o deixou preso a uma cadeira de rodas, sem fala nem escrita, faleceu em 23 de julho de 2000.